# Kei Kamara
Kei Kamara (Kenema, 1984. szeptember 1. –) Sierra Leone-i válogatott labdarúgó, csatár.

## Pályafutása

### Klubcsapatokban
Kamara a sierra leone-i Kenema városában született. Az ifjúsági pályafutását a Kallon akadémiájánál kezdte.
2004-ben mutatkozott be az Orange County Blue Star felnőtt keretében. 2006-ban az első osztályú Columbus Crewhez írt alá. 2007-ben a San Jose Earthquakes, 2008-ban a Houston Dynamo, míg 2009-ben a Sporting Kansas City szerződtette. A 2012–13-as szezon második felében az angol első osztályban érdekelt Norwich City csapatát erősítette kölcsönben. 2013-ban a Middlesbrough-hoz igazolt. 2014 és 2021 között több klubnál is szerepelt, játszott például a Columbus Crew, a New England Revolution, a Vancouver Whitecaps, a Cincinnati, a Colorado Rapids, a Minnesota United és a finn HIFK csapatánál is. 2022. február 18-án egyéves szerződést kötött a Montréal együttesével. Először a 2022. február 27-ei, Orlando City ellen 2–0-ra elvesztett mérkőzés 72. percében, Gabriele Corbo cseréjeként lépett pályára. Első gólját 2022. április 2-án, a Cincinnati ellen idegenben 4–3-ra megnyert találkozón szerezte meg. 2023. február 24-én a Chicago Fire-höz, majd 2024 elején a Los Angeles-hez írt alá.

### A válogatottban
Kamara 2008-ban debütált a sierra leone-i válogatottban. Először a 2008. június 1-jei, Egyenlítői-Guinea ellen 2–0-ra elvesztett mérkőzésen lépett pályára. Első válogatott góljait 2012. június 16-án, a São Tomé és Príncipe ellen 4–2-re megnyert afrikai nemzetek kupája-selejtezőn szerezte meg.

## Statisztikák
2024. augusztus 26. szerint
| Klub                      | Szezon   | Osztály        | Bajnokság | Bajnokság | Kupa  | Kupa | Nemzetközi | Nemzetközi | Összesen | Összesen |
| Klub                      | Szezon   | Osztály        | Meccs     | Gól       | Meccs | Gól  | Meccs      | Gól        | Meccs    | Gól      |
| ------------------------- | -------- | -------------- | --------- | --------- | ----- | ---- | ---------- | ---------- | -------- | -------- |
| Norwich City (kölcsönben) | 2012–13  | Premier League | 11        | 1         | 0     | 0    | —          | —          | 11       | 1        |
| Middlesbrough             | 2013–14  | Championship   | 25        | 4         | 0     | 0    | —          | —          | 25       | 4        |
| Columbus Crew             | 2015     | MLS            | 37        | 26        | 0     | 0    | —          | —          | 37       | 26       |
| Columbus Crew             | 2016     | MLS            | 9         | 5         | 0     | 0    | —          | —          | 9        | 5        |
| New England Revolution    | 2016     | MLS            | 21        | 7         | 5     | 2    | —          | —          | 26       | 9        |
| New England Revolution    | 2017     | MLS            | 31        | 12        | 2     | 0    | —          | —          | 33       | 12       |
| Vancouver Whitecaps       | 2018     | MLS            | 28        | 14        | 3     | 3    | —          | —          | 31       | 17       |
| Colorado Rapids           | 2019     | MLS            | 29        | 14        | 0     | 0    | —          | —          | 29       | 14       |
| Colorado Rapids           | 2020     | MLS            | 9         | 3         | 0     | 0    | —          | —          | 9        | 3        |
| Minnesota United          | 2020     | MLS            | 9         | 1         | 0     | 0    | —          | —          | 9        | 1        |
| HIFK                      | 2021     | Veikkausliiga  | 14        | 5         | 0     | 0    | —          | —          | 14       | 5        |
| Montréal                  | 2022     | MLS            | 34        | 9         | 2     | 0    | 3          | 0          | 39       | 9        |
| Chicago Fire              | 2023     | MLS            | 27        | 5         | 3     | 0    | 1          | 1          | 31       | 6        |
| Los Angeles               | 2024     | MLS            | 18        | 3         | 2     | 1    | 6          | 3          | 26       | 7        |
| Összesen                  | Összesen | Összesen       | 302       | 109       | 17    | 6    | 10         | 4          | 329      | 119      |

### A válogatottban
| Válogatott   | Év       | Pályára lépés | Gól |
| ------------ | -------- | ------------- | --- |
| Sierra Leone | 2008     | 5             | 0   |
| Sierra Leone | 2010     | 1             | 0   |
| Sierra Leone | 2011     | 4             | 0   |
| Sierra Leone | 2012     | 5             | 2   |
| Sierra Leone | 2013     | 3             | 0   |
| Sierra Leone | 2014     | 5             | 1   |
| Sierra Leone | 2015     | 1             | 0   |
| Sierra Leone | 2016     | 1             | 1   |
| Sierra Leone | 2017     | 1             | 0   |
| Sierra Leone | 2018     | 1             | 0   |
| Sierra Leone | 2019     | 2             | 1   |
| Sierra Leone | 2020     | 2             | 0   |
| Sierra Leone | 2021     | 5             | 2   |
| Sierra Leone | 2022     | 3             | 0   |
| Sierra Leone | 2024     | 1             | 0   |
| Sierra Leone | 2025     | 2             | 0   |
| Összesen     | Összesen | 42            | 7   |

#### Góljai a válogatottban
| # | Időpont             | Helyszín                                                | Ellenfél             | Gólok | Eredmény | Kiírás                                    |
| - | ------------------- | ------------------------------------------------------- | -------------------- | ----- | -------- | ----------------------------------------- |
| 1 | 2012. június 16.    | Nemzeti Stadion, Freetown, Sierra Leone                 | São Tomé és Príncipe | 1–1   | 4–2      | 2013-as afrikai nemzetek kupája-selejtező |
| 2 | 2012. június 16.    | Nemzeti Stadion, Freetown, Sierra Leone                 | São Tomé és Príncipe | 3–1   | 4–2      | 2013-as afrikai nemzetek kupája-selejtező |
| 3 | 2014. szeptember 6. | Stade Félix Houphouët-Boigny, Abidjan, Elefántcsontpart | Elefántcsontpart     | 1–0   | 1–2      | 2015-ös afrikai nemzetek kupája-selejtező |
| 4 | 2016. szeptember 3. | Stade Bouaké, Bouaké, Elefántcsontpart                  | Elefántcsontpart     | 1–1   | 1–1      | 2017-es afrikai nemzetek kupája-selejtező |
| 5 | 2019. szeptember 8. | Nemzeti Stadion, Freetown, Sierra Leone                 | Libanon              | 1–0   | 1–0      | 2022-es VB-selejtező                      |
| 6 | 2021. június 15.    | Stade du 28 Septembre, Conakry, Guinea                  | Benin                | 1–0   | 1–0      | 2021-es afrikai nemzetek kupája-selejtező |
| 7 | 2021. október 9.    | Stade El Abdi, El-Jedida, Marokkó                       | Gambia               | 1–1   | 2–1      | Barátságos mérkőzés                       |

## Sikerei, díjai
Sporting Kansas City
- US Open Cup
  - Győztes (1): 2012

Columbus Crew
- MLS
  - Döntős (1): 2015

New England Revolution
- US Open Cup
  - Döntős (1): 2016

Vancouver Whitecaps
- Canadian Championship
  - Döntős (1): 2018

Los Angeles
- US Open Cup
  - Győztes (1): 2024

- Leagues Cup
  - Ezüstérmes (1): 2024

Egyéni
- MLS All-Stars: 2015, 2023